# エホバの証人に関する論争
エホバの証人に関する論争（エホバのしょうにんにかんするろんそう）では、エホバの証人に関する論争について記述する。
エホバの証人の信条や習慣は、一般に物議をかもすとみなされている。例えばエホバの証人の教理が主流のキリスト教と異なっていることがキリスト教徒の主流派にとって問題となり、彼らが愛国的な活動を拒否する点が各国政府にとって問題となり、また輸血に関する信条や、一部の離脱者への処遇が一般民衆にとって問題となる。

## 教理上の相違
エホバの証人は、キリスト教の主流派（カトリック教会、正教会、プロテスタント）と異なる多くの教理を持ち、その中には重要とされる点もあれば、あまり問題とならない点もある。以下の比較表は、物議をかもす・問題となるエホバの証人の教理と、それに対応する主流キリスト教の教理をまとめたものである。
| 主流のキリスト教徒の教え（カトリック教会、正教会、プロテスタント） | 対応するエホバの証人の教え |
| 神の本質 | 神の本質 |
| --- | --- |
| 神は自身を「父」、「子」、「聖霊」として明らかにし、それらは一つの神である（三位一体参照）。 | 唯一「父」（エホバ）のみが神である（ユニテリアン主義参照）。 |
| イエス（「子」）は受肉された神である。その地上における生活の期間、彼は完全な神であり、完全な人であった。 | イエスは「神の子」であるが、神ではない。 |
| 「聖霊」は三位一体の一位格である。聖霊は不変であり、力の点で神に等しい。 | 聖霊は神の人格ではなく、「活動する力」。 |
| イエス | |
| イエスは「神の子」である。彼は受肉した神である。 | イエスは「神の子」であり、神（a god、または divine being（神性を備えたもの））であるが、唯一の神そのものではない。イエスはみ使いの頭ミカエルとして人類の創造以前から存在し、啓示の書 9章11節で言及された、アポルオン/アバドンでもある。 |
| イエスは十字架に磔にされた。 | イエスは苦しみの杭に釘で打ちつけられた。 |
| イエスの肉体は復活した。 | イエスの肉体は復活せず、彼は霊において復活した。 |
| キリストの地上への再臨は物理的なものであり、それは未だ訪れていない。 | キリストの再来は1914年に目に見えない所で起こった。 |
| 死/死後の生活 | |
| 人の魂は永遠であって、いかなる時にも存在が終わりを迎えることはない。 | 魂は身体の死と共にその存在を終え、再び生きるためには復活が必要とされる。 |
| 全人類は、それぞれ死の直後から天国、地獄、煉獄（カトリック教会の場合）における死後の世界が始まる。 | すぐに天へと連れ去られる14万4千人以外を除いては、霊的な死後の世界はない。煉獄もない。地獄は人類共通の墓である。 |
| 罪深い者は地獄で永遠に苦悩するであろう。 | 永遠の苦痛はない。（ユダのような）許されざる罪を犯した者は、死に際して「ゲヘナ」（永遠の破滅、あるいは滅び）の裁きを経験する。 |
| 裁きと救い | |
| 復活の際、人々は、彼らが地上で生活した間に行った事柄によって裁かれる。 | 復活させられた人々は、彼らの復活後になされた活動を元に裁かれるであろう。 |
| 救われた（生まれ変わる）人々は、神と共に、天国で永遠に過ごすであろう。 | ただ14万4千人だけが生まれ変わり、キリストと共に地上を支配し、天で永遠に過ごすであろう。ゲヘナの裁きを受ける者達を除き、死んだ全ての者（義者・不義者、共に）は、地上の楽園で永遠に生きる可能性がある者として復活させられるであろう。     |
| 救われるためには、人はイエス・キリストを信じなければならない。キリスト教教派のうち洗礼による新生の立場の教派では、救いにはバプテスマが不可欠であると信じる。多くのクリスチャン（特にカトリック教会）は、良い業が重要であると信じる。 | 義のために、人はイエスの命令に従わなければならず、エホバに献身し、エホバの証人の一人として神に仕える。 |

ほとんどのキリスト教徒は、こういったエホバの証人の信条の本質は冒涜もしくは異端であると考えている。よって、多くのキリスト教教派は、これらの信念をもつエホバの証人はキリスト教の枠外にあると考えており、カルトや非キリスト教といったレッテルを貼ることもしばしばある。

## 新世界訳

### 翻訳委員会
新世界訳を翻訳した委員会のメンバーは、声明によれば、栄光が人ではなく神に向けられることを確実にする目的のためとして、匿名を希望した。だがこれは翻訳者の資質をチェックできないとの批判があった。1950年に、新世界訳聖書翻訳委員会は「翻訳した委員会の氏名が公表されることによってではなく、ギリシャ語本文に対する翻訳が正確であることと、聖書に書かれた神から人への啓示を理解するための助けになることから、新世界訳の背景にある真の学識はおのずと明らかになるだろう」と語った。元統治体メンバーのレイモンド・フランズは、翻訳委員会がフレデリック・ウィリアム・フランズ、ジョージ・ギャンギャス、カール・クライン、ネイサン・ノア、アルバート・シュローダーから成ると述べている。

### 神学上の偏見
新世界訳は、エホバの証人の教理に沿うように聖書の特定の部分を加筆・選別して翻訳していると批判された。「神学上の偏見」の批判はほとんどの場合、キリストの神性（イエスは神であるか）の問題に関連しているが、他にも、永遠の魂やイエスの地上への帰還など、関連する問題は他にもある。一方で、ある程度新世界訳を弁護した神学者もいる。
最も頻繁に批判された訳文は、「ヨハネによる福音書」の最初の節である。

ヨハネ 1:1 "εν αρχη ην ο λογος και ο λογος ην προς τον θεον και θεος ην ο λογος"(ギリシャ語原語)  

(字義訳)"en (in) arche (beginning) en (was) ho (the) logos (word), kai (and) ho (the) logos (word) en (was) pros (with) ton (the) theon (god), kai (and) theos (god) en (was) ho (the) logos (word)"

ヨハネ1:1 "In the beginning was the Word, and the Word was with God, and the Word was God." （ほとんどの英語訳、例えばKJV、NIV、NASB）

ヨハネ1:1 "In the beginning was the Word, and the Word was with God, and the Word was a god."（新世界訳、強調を加える）

エホバの証人は、後者の訳出が、その節の字義通りの翻訳であり、さらに、原文はイエス（「言葉」）が「神」（"God"）ではなく、彼が「神のような」、「神性を備えた」、あるいは「神」（"a god"）であることを示唆すると述べる。現存するギリシャ語写本より古い写本に基づいて訳された、サヒド・コプト本文（チェスター・ビーティー・パピルス813)で「言葉は神（"a god"）であった」と訳されていることを指摘する神学者もいる。一部の学者達は、"a god" が、その節の字義通りの翻訳である可能性があると述べる、もっとも、彼らはそのように見なすことを好む者ではないであろうが。一部の学者達は同様に、字義通りの翻訳では位格は等しくないと述べ、特質（神のような性質、もしくは本質）をイエスに割り当てる。
多くの学者達は、しかしながら、この節の証人による翻訳に反対し、後者の訳出を、「不愉快な誤訳」、「けしからぬ」、「識者に不誠実である」、「まったく擁護できない」、「ギリシア語文法の基本原理について、酷く無知である証拠」と言い表した。
他の新世界訳の訳出で、論争の主要なポイントとなるのは、エレミヤ29:10、ルカ23:43、ヨハネ8:58、使徒20:28、コロサイ1:15-20、テトス2:13、ヘブライ1:8、啓示3:14が含まれる。
新世界訳のギリシア語プロスキュネオーの訳出は、同様に批判の源となった。批評家はこの語が新世界訳のほぼ全ての箇所で「崇拝する」と訳出されている、と主張している。それで、彼らは、この語がイエスに対して用いられる場合、例外なく「敬意をささげる」と翻訳されていることに違和感を覚えている。しかし、エホバの証人はこのギリシャ語が必ずしも崇拝に関してのみ用いられていないと説明している。彼らはこの語が、誰かが上位の権威に敬意を払う際にも用いられていると主張している。彼らはプロスキュネオーが単に深い尊敬の念という形の敬意をささげる行為のことなのか、それとも宗教的な崇拝という形の敬意をささげる行為のことなのかは前後の文脈によって判断すべきだと主張している。
日本語の翻訳聖書では口語訳聖書ローマ9:5がエホバの証人と同じ解釈をとっている。

### 「エホバ」の使用
新世界訳は、新約聖書中に「エホバ」の名を237回含む。批評家は、新約聖書が翻訳されたギリシア語写本には「エホバ」の名は含まれないと主張する。さらに、新世界訳の旧約聖書が「エホバ」の名を含む対応箇所は145回であるため、これは旧約聖書が翻訳された、現存するヘブライ語写本に含まれる事例より多いことを批評している。
これに対し、エホバの証人は、新約聖書中で「エホバ」を用いる根拠として、新約聖書の原文中にはそれが存在し、その後、4世紀ごろにギリシア語の「神」や「主」に置き換えられたものであり、旧約聖書の「エホバ」の名はヘブライ語の元の読みを復元したものだと主張している。これは討論の主題に対する証拠である（en:Tetragrammaton in the New Testament参照）。

## 血液
エホバの証人は全血輸血と主成分（赤血球、白血球、血小板、血漿）の輸血を拒否する。これは、血液が神聖であり、神における命を象徴しているという信念のためである。エホバの証人は、（血を食べてはならないという）レビ記17:10-14などの聖句を、輸血で血液を体内に取り入れることを含むと理解している。しかし、論争は血液に関する証人の方針の不一致と批評家が述べるところから生じている。

### 分画物と成分
血液から得られた小さな分画物の場合、これらが許容できるかどうか、各個人が自身の良心に従うよう指示される。これは血液が、どの時点で血液でなくなるか、もはや定義するのが難しいからである。物質がますます小さいパーツへ細分されているので、それは原物質であると考えられるかもしれない。したがって、あるエホバの証人は血液分画物の使用の受け入れを個人的に選択し、ある者はそのような選択をしない。
全ての血液を受け入れるか、または全ての血液成分を地面に流してしまうことを要するかのいずれかよりは、むしろ血液を主要な成分と小さな分画物に分割するという、そのような姿勢は、Associated Jehovah's Witnesses for Reform on Bloodなどの組織からの批判に繋がった。証人は、流体としての血液そのものが問題ではない、と答える。彼らは、実際の問題は、神の所有物である血液への敬意と服従であると言う。件の血液は、メンバーが血液がそれにまだ残っている肉食が許されているという事実の下で、ステーキにおいては問題にならない。動物から血抜きさえすれば、神に対する敬意は示されて、少量の血液を含むではあろうが、肉を食べることができる。その結果、エホバの証人の肉と血液の視点は、わずかの血液の痕跡も取り除くよう力を尽くすユダヤ人の視点とは異なっている。
作家のKerry Louderback-Woodによると、ものみの塔協会は分画物の許容範囲を誤って伝えている。複数の分画物を同時に使用する場合、彼らは「それが由来する血液の全体量を合計」する。この例は、血しょうで見ることができる。これは90〜96%の水から成り、残量は主にアルブミン、グロプリン、フィブリノゲン、および凝固因子から成る。これらの4個の分画物は、別々に使用する場合にだけ使用が許容される。評論家はこれを、ハムとチーズのサンドイッチを食べることを禁止するが、別々にパン、ハム、およびチーズを食べることを許す、とたとえた。このような類推を考える際、エホバの証人が全血及び主要な成分のいずれも受け入れない点を覚えておくのは重要である。そして、もし分画物が「そのコンポーネントの重要な部分を形成する」または「第一の構成要素の主要な機能を果たす」のであれば、彼らにとっては好ましくないかもしれないのである。
人体は2〜3kgの白血球を含むが、血液の中には、これらの約3%しかない。白血球は血液の主要な成分であると考えられ、したがって、禁じられている。人間の母乳は1ミリリットルあたり約50万〜500万の白血球を含んでいるが、これは禁じられていない。

### 備蓄と献血
エホバの証人は、血液は地面に流し出せとする聖書の指示に反しているとして、厳密に血液の備蓄を拒絶する。そのため、自家血液の使用（非常時の場合における手術の前に、自分自身の血液を格納しておく）も禁止されているという理解となる。他方では、彼らは血液科によって献血され、格納された血液からの血液成分を受け入れる。Factor VIII は、血友病の調剤に使用される凝固因子だが、ものみの塔聖書冊子協会のガイドラインの下で許容されている。評論家は、平均的な血友病患者は、生涯を通じ10万リットル以上の保存血液からの抽出物を必要とすると言う。
同様にエホバの証人は、献血からの血液分画物を受け入れるが、献血は聖書に反すると見ている。これは明らかに相容れずに矛盾した政策であるとの批判に通じる。

### 法的な問題
医学の問題にかかわらず、エホバの証人は、医師は、患者がどんな処置を受け入れるか、または受け入れないかを選ぶ権利を是認するべきであるという考えを支持する（証人たちは、輸血を選ぶ自己の権利を行使するなら、宗教的制裁を受けることがあるのだが）。それに従って、米国法廷は、患者がその人の自己の要求から被った不利な健康への影響の医師に責任を負わせない傾向がある。しかしながら、医師があらゆる事情において、患者の宗教願望に従わなければならないという見解は、全ての地域で承認されている訳ではない（一例としては、France参照)。
こうした状況は、特に未成年の子供の場合で論議を呼んでいる。合衆国では、多くの医師が、彼らの法定後見人の依頼で子供の処置における全ての血液を用いない選択肢を探求し尽くすことに同意するであろう。しかしながら、いくつかの州法は、即死か深刻な後遺障害を防ぐ必要があるとの専門家の意見があれば、医師は血液を用いる措置を未成年者に施すことを求められる。
2005年12月13日に発行されたBaylor UniversityのJournal of Church and State秋季号の「エホバの証人、輸血、および誤伝の不法行為」と題する寄稿において、エホバの証人の法的な会社の輸血の医学のリスクに関する宗教上の起こりうる誤伝に起因する補償請求に対する潜在的脆弱性について議論している。本稿によると、信教の自由に関する憲法の保証は、あらゆる人や組織が世俗的な事実の誤伝に関して持つ法的責任を除外していない。

### 動物の血液
「様々な医療品が、生物資源（動物または人間のいずれであっても）から得られる。…血液のそのような商業化…は本当のクリスチャンを誘惑できない。本当のクリスチャンは、神の完全な法により自分の考えを導く。私たちの創造者は、血液は神により与えられた人生を表し、神聖であるとみなす。…生物から取り除かれた血液は、地面に流し出して処分されることになっている。」と、ものみの塔は述べている。この姿勢にもかかわらず、「ヘモピュア」（化学的に安定化したウシ科のヘモグロビンから造った代用血液）の使用は、一部の証人には許容されるかもしれない。

## 他の宗教に対する態度
「長年にわたって共通しているエホバの証人についてのもう一つの批判は、彼らが他の信仰、指導者、聖職者を率直に非難することを扱ったものだ（one of the more common criticisms of Jehovah’s Witnesses over the years has dealt with their outspoken denunciations of other faiths, religious leaders and clergymen.）」と言われてきた。1930年代および1940年代、エホバの証人の出版物は「有名な反カトリック」として描写されたが、それらの出版物には、酔って火と硫黄へとふらつく半分裸の娼婦（ローマカトリック教会）などの図版が含まれていた。当時の証人たちは、教会や聖職者を戦争に加担した共謀者と見なし、あからさまに批判した。当時は非常に批判的なパンフレットが多数執筆された。
ものみの塔聖書冊子協会が1938年に出版した'Enemies'と題する本には、主にカトリック教会、ほかにプロテスタントやユダヤ人に対する、さらに直接的な非難がいくつか含まれていた。それには、カトリック教会が「血の前科、…多くの罪、…けがれた記録（bloody record… many crimes… a filthy record）」を持つ「年老いた娼婦」であるとする記述が含まれていた。その同じ本は、「現代において、いわゆる『プロテスタント』とイディッシュの聖職者たちは、思慮のない愚か者のようにローマカトリックの聖職者制度に公然と協力して付け込まれている。したがって、その聖職者制度が商業的・宗教的取引を続けることに助力し、収入を増加させ…、その聖職者制度は主導権を握り、かの愚か者がそれに従う。…哀れむべき愚か者（Today the so-called 'Protestants' and the Yiddish clergy openly co-operate with and play into the hands of the Roman Catholic Hierarchy like foolish simpletons and thereby aid the Hierarchy to carry on her commercial, religious traffic and increase her revenue… the hierarchy takes the lead, and the simpletons follow… poor simpletons.）」と述べたと伝えられている。
第二次世界大戦以来エホバの証人の出版物には教会に対するこれほどの攻撃が含まれてはこなかったものの、やはりエホバの証人以外の宗教は「大いなるバビロン、偽りの宗教の世界帝国（Babylon the Great, the world empire of false religion）」の一部であり、啓示の書（ヨハネの黙示録）13章の野獣に乗った娼婦で表されている、と見なし続けている。エホバの証人は他の宗教を「サタンの手段」と非難し続け、いかなる異教徒間の関係も拒む。出版物は、the Catholic League for Religious and Civil Rights により反カトリック感情とされている要素を含み続けている。1998年の反カトリックに関する報告に引用された例には、聖マリア像の前で祈ってひざまずく人を描き「ぐうぞうをおがむ人たちもいます。神は、ぐうぞうなどをすうはいに使ってはいけない、と言っておられます。」というキャプションをつけた出版物が含まれていた。

## ものみの塔協会の声明
ものみの塔協会は創立以来その出版物中で、特に主流のクリスチャンや元エホバの証人からの批判を生む数多くの発言を行ってきた。こうした批判により、ものみの塔協会により行われた数多くの物議をかもす発言、教理の変更、外れた予測が強調されてきた。以下に示すような物議をかもす発言の一覧が、多数の本やおびただしい数のウェブサイトに見られる。

### 外れた予測
ものみの塔による出版物には、以下のように様々な予測が掲載されていた。
- 1907年: 1914年にアルマゲドンが最高潮に達する。（Armageddon will culminate in the year 1914.）[60]
- 1917年: 1918年に神は「大規模に（wholesale）」教会や何百万もの教会員を荒廃させ始める[61]。
- 1922年〜1923年: 1925年に死者の復活が生じる[62]。この1925年のための準備として、ものみの塔協会はカリフォルニアに不動産を購入し、そこに屋敷を建設した。この不動産は、彼らが1925年に命へと復活すると考えていたアブラハム、モーセ、ダビデ、サムエルといった人々を住まわせるためのものであった。
- 1938年: 結婚や出産をすべきではないほどアルマゲドンがとても近付いている[63]。
- 1941年: アルマゲドンまで「数か月（months）」しか残されていない[64]。
- 1942年: アルマゲドンは「わたしたちのすぐ目前に（immediately before us）」迫っている[65]。
- 1969年: 若者が大人になるほどまで人類の存在は続かない。そして、世の体制は「数年のうちに（in a few years）」終わる。これを理由に、若い証人は高等教育をわざわざ追い求めたりしないように勧められた[66]。
- 1969年: キリストの千年統治は1975年に始まる[67]。1975年までの約10年間、ものみの塔協会の出版物には、これに関係したかなりの数の推測が載せられた[68]。
- 1984年: 「終わり」は20世紀末よりも早いことを示す「多くの兆候」がある[69]。

多数のクリスチャン擁護者は、ものみの塔協会の出版物が用いた「預言者」という言葉をしばしば引用して、ものみの塔協会が将来についての予言をするとき預言者としてふるまったと主張した。ものみの塔協会自体は、他者を、将来についての偽った予言をしたことで非難し、そのような人々には「偽預言の罪」があると述べてきた。それら擁護者は、
という申命記18:22に基づき、ものみの塔協会が神を代表してはいないと主張している。
ものみの塔協会は早くも1908年に「我々は預言しているのではない。我々は単に推量を知らせているだけである。…我々は、自分たちの預言解釈や年代計算に間違いがないと主張することさえしない。我々はこのようなことをあなた方へ単に提出してきたのあり、それらに関して自分自身の信仰や疑念を働かせることは各人にゆだねている。」（"We are not prophesying; we are merely giving our surmises....We do not even [assert] that there is no mistake in our interpretation of prophesy and our calculations of chronology. We have merely laid these before you, leaving it for each to exercise his own faith or doubt in respect to them."）と述べた。自分たちが預言の賜物を持っていないとも述べている。さらに最近では、「偽りの預言」という主張に対し、自分たちは霊感を受けた預言者であると断言していない、また、自分たちの予言は「エホバの名前によって」なされたものでは決してなくむしろ1つの聖書解釈として与えられたものである、と述べることで身を守っている。
しかしながらものみの塔協会は、自分たちの予言が確かであると主張するような、相反する発言も行っている。「そうした『戦い』の終わりの日は確かに1914年10月であると聖書は示している。それは既に進行中であり、始まったのは1874年10月からである。」（"The date of the close of that ‘battle’ is definitely marked in Scripture as October, 1914. It is already in progress, its beginning dating from October, 1874."）「確かに、主イエスが臨在しており1874年以来そうであることについて、本当に聖化された神の子の心の中では疑うわずかな余地もない」（"Surely there is not the slightest room for doubt in the mind of a truly consecrated child of God that the Lord Jesus is present and has been since 1874"） （とりわけこれは1923年に書かれたもので、その後のある期間までは1914年がキリストの臨在の始まりであると教えられていなかったことを示しているが、これはエホバの証人が「『ものみの塔』誌は、天の王国の権能を持つイエスの臨在が1914年に始まったという証拠を、誠実な態度で聖書預言を研究する人々に首尾一貫して示してきました。」と主張しているのと矛盾している。）「我々には数字を変える理由はなく、もし数字を変えようとしても変えることはできない。我々はそれら数字が我々の日付ではなく神の日付であることを信じている。しかし、1914年の終わりは苦難の時の始まりのための日付ではなく終わりを示すものであると心に留めておきなさい。」（"We see no reason for changing the figures — nor could we change them if we would. They are, we believe, God’s dates, not ours. But bear in mind that the end of 1914 is not the date for the beginning, but for the end of the time of trouble."）.

### 教理の変更
| History of Eschatological Doctrine終末論の教えの歴史 |                        |                        |                          |                    |            |                                |
|                                                      | 「終わりの日」の始まり | キリストの臨在（再臨） | キリストの王としての即位 | 油注がれた者の復活 | 宗教の裁き | 大患難                         |
| 1879-1920                                            | 1799                   | 1874                   | 1878                     | 1878               | 1878       | 1914 1915 1918 1920            |
| 1920-1925                                            | 1799                   | 1874                   | 1878                     | 1878               | 1878       | 1925                           |
| 1925-1927                                            | 1799                   | 1874                   | 1914                     | 1878               | 1878       | 一九一四年の世代が過ぎ去る前に |
| 1927-1930                                            | 1799                   | 1874                   | 1914                     | 1914               | 1878       | 一九一四年の世代が過ぎ去る前に |
| 1930-1933                                            | 1799                   | 1874                   | 1914                     | 1914               | 1919       | 一九一四年の世代が過ぎ去る前に |
| 1933-1966                                            | 1914                   | 1914                   | 1914                     | 1914               | 1919       | 一九一四年の世代が過ぎ去る前に |
| 1966-1975                                            | 1914                   | 1914                   | 1914                     | 1914               | 1919       | 1975?                          |
| 1975-1995                                            | 1914                   | 1914                   | 1914                     | 1914               | 1919       | 一九一四年の世代が過ぎ去る前に |
| 1995-2007                                            | 1914                   | 1914                   | 1914                     | 1914               | 1919       | 差し迫っている                 |
| 2007-                                                | 1914                   | 1914                   | 1914                     | 1918               | 1919       | 差し迫っている                 |

ものみの塔協会は、創立以来、数多くの教理を変更してきた。この問題を取り巻く論争は、ものみの塔協会が声明した事柄にある。
（The Watchtower Society has made a number of changes to its doctrines since its inception. The controversy surrounding this issue is that the Watchtower Society has said that:）
- 人々は宗教における彼らの交わりを通してのみ、聖書と神の目的を十分かつ正確に理解できる[83]。
- 証人たちは「一致」に達するよう励まされており[84]、「聖書の理解に関して、個人的な見解を唱道したり」せず[85]、それらの教えに疑念を抱く場合には、むしろ出版物の方に信頼を置く[86]。
- （People can only fully and accurately understand the Bible and God's purposes through their association with the religion[87].）
- （Witnesses are encouraged to attain to “oneness”[88] and thus not to “harbor private ideas when it comes to Bible understanding,”[89] or be suspicious of their teachings, but rather to have confidence in what they print.[90]）

特にハルマゲドンや、キリストの地上への到来のような重要な出来事の日に関して、年代における数多くの変更がなされた（表を参照）。例えば1914年以前には、ハルマゲドンは1914年に終わるだろうと言われた。同じ書籍の1915年版においては、ハルマゲドンはその年に終わるだろうと言われた。今日、証人たちは差し迫ったハルマゲドンを予期するよう教えられている。
（A number of changes in chronology have occurred, particularly in regards to dates for important events such as Armaggedon, and the return of Jesus to the Earth (see table, right). For example, prior to 1914, it was said that Armageddon would end in 1914. In a 1915 edition of the same book, it was said that Armaggedon would end that year. Today, Witnesses are taught to expect Armageddon imminently.） 
批評家たちによって、聖書の解釈におけるその他の変更が報告されてきた。これらには、聖書自体についての陳述、聖書中の人物の識別、人々は死後二度目のチャンスを受けるのかどうか、そして恐らく最大の論争点である、彼らの輸血に対する立場が含まれている。予防接種を受け入れるかどうかや、高等教育についてなど他の問題に関するものみの塔協会の立場も、徐々に変化してきた。
（Other changes in interpretation of the Bible have been noted by critics. These have included statements about the Bible itself; identification of persons in the Bible; whether or not people receive a second chance after death; and perhaps most controversially, their standing on blood transfusions. The standing of the Watchtower Society on other matters such as the acceptability of vaccinations or tertiary education has also changed over time.）

### これらへの声明
ものみの塔協会の批判者たちは、Critics of the Watchtower Society(または一般にエホバの証人のor of Jehovah's Witnesses generally)しばしば、上記で列挙したような声明を、ものみの塔協会が自身について発言した他の出版された声明と合わせて引用する。すなわち、often cite statements such as those listed above alongside other published statements that the Watchtower Society has made about itself; namely that:
- ものみの塔協会は真理を継続的に供給する神に用いられている唯一の経路です。The Watchtower Society is the "one and only channel" used by God to continually to dispense truth[103]
- ものみの塔協会はエホバの直接支配の下にあり、キリスト・イエスの直接の指揮下にあります。The Watchtower Society is "directed by Jehovah" and "under the direct supervision of Christ Jesus"[104] そして唯一全地を神の命令（ご意思）の聖霊または活動力で治めます。and that it "alone, in all the earth, is directed by God's holy spirit or force"[105]

これらの批判者は、ものみの塔協会の信頼性を問うためにこうした声明を用いている。These critics have used such statements to question the credibility of the Watchtower Society.

## 家族の高潔さと（良）心の自由Family integrity & freedom of mind
エホバの証人の批判者たち（例えば、Randall Watters、Timothy Campbell、David Grosshoeme、Kaynor Weishaupt、Jan Groenveld）は、彼らの考えによれば、家族関係の高潔さ、およびメンバーが良心の自由を行使する能力が抑えこまれている、という点で、証人のポリシー（考え）および振る舞いに反対している。Critics of Jehovah's Witnesses (e.g., Randall Watters, Timothy Campbell, David Grosshoeme, Kaynor Weishaupt, Jan Groenveld) object to Witness policy and behavior where, in their view, the integrity of family relationships and the capacity of members to exercise freedom of mind is impacted.
反カルト運動の一部のメンバーが強制的な洗脳解除療法（信仰の解体）や差別によりエホバの証人の信教の自由を侵害してきた、と考えている者もいる。Others believe that some members of anti-cult movements have impinged on the religious freedom of Jehovah’s Witnesses through coercive deprogramming and discrimination.
証人たちは「物事を決定する自由は、神の律法と原則の定める境界内で行使されるべき（である）」と教えており、また「エホバだけが善悪の規準を定める自由を持っておられる」と説いている。Witnesses teach that "freedom to make decisions [is] to be exercised within the boundaries of God’s laws and principles," and that "only Jehovah [is] free to set the standard of what is good and bad."しかし、上述の通り、そのような原則はエホバの証人の関係の中においてのみ理解可能なものであると考えられている。As mentioned above, however, it is believed that such principles can only be understood through association with Jehovah's Witnesses.実際には、もし指導者が定めた規則に従わないなら、メンバーは制裁に直面ことになる。In practice, members may face sanctions if they do not abide by regulations set forth by the leadership, which presents itself as the channel through which God instructs members about "what is good and bad."
宗教学者セルゲイ・イワネンコは「エホバの証人の宗教組織は指導者（リーダーシップ）が一般信者に対しどのような形の活動にせよ従事することを強要したり彼らに厳しい規則または指針を課したりする宗教である、と表現するのは重大な間違いであろう。エホバの証人は、個人的また自発的な選択に基づいて聖書の原則に調和して生きるよう努めている。これは宣教にも十分当てはまる。」と述べた。Religious scholar Sergei Ivanenko stated, "It would be a serious mistake to represent the Religious Organization of Jehovah's Witnesses as a religion whose leadership forces its rank and file believers to engage in one form of activity or another, or place upon them strict restrictions or directives. Jehovah's Witnesses strive to live in accord with Bible principles on the basis of an individual, voluntary choice. . . . This also applies in full measure to preaching."  英国ウォーリック大学教授でエホバの証人の信条の専門家であるジェームズ・ベックフォードは「聖書を研究したり聖書のメッセージの自分たちの解釈に従って生活したりするのを選択する面で自由な道徳的行為者性（free moral agency）を行使することは、個々のエホバの証人にとって大切なことである」と述べた。James Beckford an expert of the bliefs of Jehova's Witnesses and professor at the University of Warwick, England, mentioned, "It is important for each of them to exercise free moral agency in choosing to study the Bible and to live in accordance with their interpretation of its message." 

## 離脱者の処遇
エホバの証人のメンバーが機構の解釈に従わないなら、その者は破門（「排斥」、disfellowshipと呼ばれる）されることとなる。これは、教団の全てのメンバー（同居していない親族や親兄弟も含む）から（挨拶も含め）避けられることを伴う。同居している家族の場合、共に食事をすることはできず、「家族としての必要最低限」な接触に限られる。教団は社交的な性格であるため、教団から避けられることは、非常に強力な方法でメンバーを隔離でき、メンバー社会の円の皆が避けることに参加するなら、破壊的なものとなりうる。エホバの証人は「排斥」が、重大な悪行を行う者の影響から集会を保護するため、聖書に記された方法であると言う。Religion Encyclopediaはこう記す:「どんな共同体も、公共の福祉を脅かすかもしれないメンバーの不服従に対し、我が身をかばう権利を要求する。教義においてこの権利はしばしば、破門の処分が個人の神の恩寵に影響を及ぼすという信念によって補強されている。」
1981年以前は、メンバーが教団から離脱しても「排斥」されなかった場合は、避けることの習慣を必要とせず、通常の接触は維持できた。1981年の政策変更は、その振る舞いから離脱したと見なされた全ての者が、ひどい悪行のために「排斥」されたメンバーと同様に扱われることであることを必要とした。新しい政策は、集会メンバーに人が「排斥」か「不熱心」のため避けられているか、その根拠に関して知らされないことを意味した。これらの変化の多くが元理事会メンバーのレイモンド・フランツ周辺で生じたものである。
公式に宗教を出る唯一の方法は、脱退を求める手紙に書くか、「排斥」されるかであるが、これらは共に同じセットの禁止とペナルティを伴うものである。評論家は、個人や自治の本質にかかわる法手続の過程は、聖書で見つけられた先例と組織の自己の教えに矛盾しているとされ、そして、彼らの権威は、わずかの者の間での合意があれば、任意の方法で行使されうる、と主張する。

## 性的虐待の報告
エホバの証人が、性的虐待の報告を困難にする組織的な方針を採っているとの批判がある。というのは、教団内で虐待の報告が「立証された」（会衆の司法規律に値する程度に）というためには、2人の目撃者又は被疑者本人の自供（虐待に関する物的証拠が全くない場合のみにおいて）があることが要件とされているためである。
性的虐待の犠牲者の中にはまた、彼らが虐待を報告する際に、被疑者及び組織の両者の困惑を避けるために沈黙を守るよう指示されたと断言する人もいる。
その結果、2012年6月、この件で敗訴したが、いまだ係争中である。この件については、結論が出るまで待つべきである。
エホバの証人のための児童の保護での公式方針のうち、子供の性的虐待を報告するための手順について議論によると、長老は、性犯罪者を報告するための全ての法的必要条件に従うと述べている。これには、法の要求するまでには確証されていないか根拠のないとされる申立ての報告をも含んでおり、彼らが小児愛者を懲罰することになっている。また、本人が望むなら当局に通知するという、被害者の権利を強調している。子供の性的虐待ケースの取り扱いに関するReligious Tolerance.orgのウェブサイト 記事はこれを承認し、「WTSは、犠牲者の親または保護者が - または被疑者本人であっても - 虐待を警察に通報することを薦めます。」と述べている。

## インターネットの使用
証人たちが「有害」な情報と考えているものを入手できるため、ものみの塔協会は証人たちにインターネットの使用に用心しているよう注意を促している。この「有害」な情報には、ポルノ記述などの道徳的に好ましくない情報が含まれることがあるが、「背教者」と見なされる情報も含まれることがある。証人たちは「背教者」という言葉に特別な意味を当てており、宗教的または政治的な同盟を変える（change alliance）人、という広い方の意味よりはむしろ、教義上の問題で自分たちの宗教を離れた個人のことを指している。The Watchtower Society has instructed Witnesses to be careful in the use of the Internet because of the availability of what Witnesses consider "harmful" information. This can include information that is objectionable on moral grounds such as pornography, but also information considered to be 'apostate'. The word 'apostate' is assigned special meaning by Witnesses, to refer to individuals who leave their religion over doctrinal matters rather than the broader sense of any person who changes religious or political alliance.
「ものみの塔」の2000年のある出版物にはこのように書かれている。「ある背教者たちは、エホバの証人についての偽りの情報を広めるために、インターネットをはじめとする様々な形態のマスメディアをますます多く利用するようになっています。その結果、誠実な人がわたしたちの信じている事柄を実際に調べようとする場合、背教者の流している情報に出くわすということもあるでしょう。……それら敵対する者たちとはいっさい接触しないようにすれば、その腐敗した考えに影響されずにすみます。」 証人たちは「有害な」情報が存在すると定義する（define）一方、批判者たちは正確な情報が全て正当なものであると定義している（define）。証人たちが「背教者の宣伝」と考えているもののことを、評論家たちは、単に異なる視点であると考えており、それはoneが洗練された観点をもつことをclaimするために考慮されなければならないことである。証人たちは、ヨハネ第二8－11節といった聖句がそのような「背教者」に当てはまり、それゆえ自分のために「気をつけ」て、いかなる形のそうした教えも決して「迎え入れ」ないよう教えている。While Witnesses define the existence of "harmful" information, critics define all accurate information valid. What Witnesses consider "apostate propaganda", critics consider merely an alternative viewpoint, which must be considered in order to claim one has a rounded viewpoint. Witnesses teach that Scriptures such as 2 John 8-11 apply to such "apostates" and thus they must, "look out" for themselves and never "receive" such teachings in any form.
批評家たちは、インターネット使用に対するこのような警告は「社会的環境コントロール（milieu control）」の1つの例であると述べた。これには、社会（団体）がその社会（団体）に関する否定的な情報を制限することで成員をコントロールする事が含まれている。エホバの証人はそうした批判に答えて、何千人ものエホバの証人や訪問者が使用できる支部の図書館にエホバの証人について否定的な本を置いていると述べている。Critics have stated that this warning against Internet use is an example of "milieu control" in which the society controls its members by restricting negative information regarding the society. Jehovah's Witnesses respond to such criticism by stating that branch libraries, accessible by thousands of Witnesses and visitors, include books that speak negatively about Jehovah's Witnesses.

## 国際連合との関与
2001年10月8日、英ガーディアン紙に掲載されたある新聞記事は、ものみの塔聖書冊子協会のNGOとしての国連広報局への登録に対して疑問を投げかけ、ものみの塔協会が偽善的であるとして非難するものであった。その非難の理由は、エホバの証人が長きにわたり、国連が黙示録13:1〜18に述べられている「野獣の像」でありマタイによる福音書24:15の「荒廃をもたらす嫌悪すべきもの」の2度目の成就であると説いてきたことである。エホバの証人の教えには、聖書に反する目的を持つ組織との自発的なつながりを持つ（forming voluntary attachments）ことに用心深くある必要性が明らかに示されている。
その後数日以内にものみの塔聖書冊子協会は、国連との繋がりを全て解消する正式な離脱要求(a formal request for disassociation)を提出し、国連広報局（DPI）との関連を持つに至った理由が図書館資源利用のためであったことおよびNGO団体の基準に含まれる言葉の変更に気付いていなかったことを述べた公式文書を発表した。NGO加盟の目的は「国連の方針と活動についての知識を促進する」ためであるが、加盟は国連DPIの図書館利用のために必須ではない。しかしながら、DPIへのNGO加盟には、国連への合体（incorporation）という性質がある訳ではない。

### 肯定的、もしくは中立的情報源
- Article about Erica Rodriguez's suit
- NoBlood.org - A forum to investigate, discuss and report the latest techniques in blood conservation and alternatives to blood transfusion.
- 船瀬俊介、内海聡　両著『血液の闇』（（三五館 ISBN 978-4883206162、2014年）ー上述の「説得」その他、昭和天皇崩御の際の輸血についても触れている。副題　輸血は受けてはいけない）。（船瀬俊介著（医療ジャーナリスト）、　内海　聡著（内科医、Tokyo DD Clinic院長）　（2014年6月）

### 批判的情報源
- Robinson, B.A. (2003), "Jehovah's Witnesses and child sex abuse".
- TowerWatch Ministries - An extensive collection of information regarding Jehovah's Witnesses
- Historical Idealism and Jehovah's Witnesses - Documents the historical development of Jehovah's Witness chronology and the idealized history of it by the Watchtower Society
- Apologetics index - Criticisms of Jehovah's witnesses from a mainstream Christian viewpoint.
- Associated Jehovah's Witnesses for Reform on Blood - A large site that promotes changes to the Watch Tower Society's blood doctrine. Contains many original Watch Tower Society source documents and references.
- Exposé on the Jehovah's Witnesses - From Blue Letter Bible. An examination of the claims of the Watchtower Society. Contains relatively brief explanations of each point.